# تونی گیلروی
آنتونی جوزف گیلروی (انگلیسی: Anthony Joseph "Tony" Gilroy؛ زادهٔ ۱۱ سپتامبر ۱۹۵۶) فیلم‌نامه‌نویس، تهیه‌کننده و کارگردان آمریکایی است. او فیلمنامه‌های سه‌گانه اصلی بورن (۲۰۰۲–۲۰۰۷) را نوشت و چهارمین فیلم از این فرنچایز با نام میراث بورن (۲۰۱۲) را نویسندگی و کارگردانی کرد. او همچنین نویسندگی و کارگردانی مایکل کلیتون (۲۰۰۷) و دورویی (۲۰۰۹) را برعهده داشت و نامزدی جایزه اسکار بهترین کارگردانی و جایزه اسکار بهترین فیلم‌نامه غیراقتباسی را برای اولی به دست آورد.
گیلروی توسط لوکاس‌فیلم استخدام شد تا بازنویسی‌ها و فیلم‌برداری‌های مجدد فیلم روگ وان (۲۰۱۶) از مجموعهٔ جنگ ستارگان را انجام دهد. او سپس مجموعهٔ تلویزیونی پیش‌درآمد این فیلم، اندور (۲۰۲۲–۲۰۲۵)، را ساخت.

## فیلم‌شناسی

### فیلم‌های بلند
| سال  | عنوان            | کارگردان | نویسنده | تهیه‌کننده | توضیحات                                                             |
| ---- | ---------------- | -------- | ------- | --------- | ------------------------------------------------------------------- |
| ۱۹۹۲ | The Cutting Edge | نه       | آری     | نه        |                                                                     |
| ۱۹۹۵ | دولورس کلیبورن   | نه       | آری     | نه        |                                                                     |
| ۱۹۹۶ | اقدامات شدید     | نه       | آری     | نه        |                                                                     |
| ۱۹۹۷ | وکیل‌مدافع شیطان  | نه       | آری     | نه        |                                                                     |
| ۱۹۹۸ | آرماگدون         | نه       | اقتباس  | نه        |                                                                     |
| ۲۰۰۰ | طعمه             | نه       | آری     | اجرایی    |                                                                     |
| ۲۰۰۰ | دلیل زندگی       | نه       | آری     | اجرایی    |                                                                     |
| ۲۰۰۲ | هویت بورن        | نه       | آری     | نه        |                                                                     |
| ۲۰۰۴ | برتری بورن       | نه       | آری     | نه        |                                                                     |
| ۲۰۰۷ | اولتیماتوم بورن  | نه       | آری     | نه        |                                                                     |
| ۲۰۰۷ | مایکل کلیتون     | آری      | آری     | نه        | همچنین صداپیشهٔ راننده تاکسی                                         |
| ۲۰۰۹ | دورویی           | آری      | آری     | نه        |                                                                     |
| ۲۰۰۹ | وضعیت بازی       | نه       | آری     | نه        |                                                                     |
| ۲۰۱۲ | میراث بورن       | آری      | آری     | نه        |                                                                     |
| ۲۰۱۴ | شبگرد            | نه       | نه      | آری       |                                                                     |
| ۲۰۱۶ | روگ وان          | نه       | آری     | نه        | کارگردان فیلمبرداری مجدد بدون ذکر نام؛ حضور افتخاری به‌عنوان صداپیشه |
| ۲۰۱۶ | دیوار بزرگ       | نه       | آری     | نه        |                                                                     |
| ۲۰۱۸ | بیروت            | نه       | آری     | آری       |                                                                     |

فعالیت نویسندگی بدون ذکر نام
| سال  | عنوا          | توضیحات                         |
| ---- | ------------- | ------------------------------- |
| ۱۹۹۸ | دشمن ملت      | [ ۵ ]                           |
| ۲۰۱۲ | سحرگاه سرخ    | بازنویسی‌های محدود               |
| ۲۰۱۴ | گودزیلا       | بازنویسی‌ها                      |
| ۲۰۲۱ | زنی پشت پنجره | بازنویسی‌ها برای فیلم‌برداری مجدد |

### تلویزیون
| سال(ها)   | عنوان                    | نویسنده | تهیه‌کننده | توضیحات                                               |
| --------- | ------------------------ | ------- | --------- | ----------------------------------------------------- |
| ۱۹۹۳      | For Better and for Worse | آری     | نه        | فیلم تلویزیونی                                        |
| ۲۰۱۵–۲۰۱۶ | خانه پوشالی              | نه      | مشاوره    | ۲۶ قسمت                                               |
| ۲۰۲۲–۲۰۲۵ | اندور                    | آری     | اجرایی    | سازنده و مدیر اجرایی تولید (۲۴ قسمت) نویسنده (۸ قسمت) |